# Голубкова (деревня)
Голубкова — деревня в Кудымкарском районе Пермского края. Входила в состав Верх-Иньвенского сельского поселения. Располагается юго-западнее от города Кудымкара. Расстояние до районного центра составляет 15 км. По данным Всероссийской переписи населения 2010 года, в деревне проживало 2 человека (1 мужчина и 1 женщина).

## История
По данным на 1 июля 1963 года, в деревне проживало 63 человека. Населённый пункт входил в состав Верх-Иньвенского сельсовета.